# كالونيموس زئيف فيسوتسكي
كالونيموس زئيف فيسوتسكي (קלונימוס זאב ויסוצקי؛ 8 يوليو 1824 - 24 مايو، 1904، موسكو) مؤسس شركة شاي فيسوتسكي، ناشط في حركة أحباء صهيون في روسيا.

## السيرة
وُلِد ويسوتسكي في مدينة جاغاري، ليتوانيا (التي كانت آنذاك في الإمبراطورية الروسية)، ابن لوالدين فقيرين. تلقى تعليمًا تقليديًا، وبدأ في البداية يكسب عيشه من تجارة الحبوب. درس في مدرسة فولوزين الدينية وأصبح أيضًا قريبًا من الحاخام يسرائيل من سالانت، مؤسس حركة الموسار. في عام 1849 أسس شركة فيسوتسكي للشاي في موسكو. حقق ثروة طائلة من تجارته، حتى أطلق عليه لقب "ملك الشاي في روسيا". في عام 1903، سيطرت على 35% من سوق الشاي في روسيا. حصل على لقب "المواطن الفخري لموسكو" و"المشكك في البلاط القيصري".
بالإضافة إلى أعماله التجارية الواسعة، استثمر الكثير من وقته وماله في دعم المؤسسات اليهودية، وخاصة الكتاب والمثقفين اليهود. كان مرتبطًا جدًا بـ "آحاد هعام"، وعلى شرفه أسس ودعم مجلة "هاشيلواخ" الشهرية. كان آحاد هعام، الذي حرر كتاب "سيلوام"، مسؤولاً أيضاً عن إدارة فرع لندن لشركة ويسوتسكي للشاي من عام 1907 إلى عام 1921.
وفي عام 1884 شارك في مؤتمر كاتوفيتس وانتخب عضوا في مجلس الإدارة. وفي عام 1885 زار فلسطين، ودعا إلى الاستيطان اليهودي في المدن العربية، ونتيجة لذلك بدأ اليهود يستوطنون في اللد ونابلس وغزة. وكجزء من الزيارة، عيّن ويسوتسكي أبراهام مويال ممثلاً لـ"أحباء صهيون" في فلسطين. كان فنحاص مائيري، أحد أوائل المستوطنين في بيتح تكفا، من بين الذين خدموا في هذه الزيارة. وفي وصيته، ترك فيسوتسكي حصته في شركة فيسوتسكي للشاي بمبلغ مليون روبل لأغراض خيرية. وبفضل جهود آحاد هعام، الذي كان أحد القائمين على إدارة العقار، تقرر في عام 1908 تخصيص 100 ألف روبل منه لإنشاء معهد التخنيون العبري في حيفا. تم تسمية شارع ويسوتسكي في شمال تل أبيب باسمه.